# Дембовець (гміна, Підкарпатське воєводство)
Дембовець (пол. Gmina Dębowiec) — сільська гміна у східній Польщі. Належить до Ясельського повіту Підкарпатського воєводства.
Станом на 31 грудня 2011 у гміні проживало 8619 осіб.

## Територія
Згідно з даними за 2007 рік площа гміни становила 85.81 км², у тому числі:
- орні землі: 60.00%
- ліси: 32.00%

Таким чином, площа гміни становить 10.33% площі повіту.

## Солтиства
Воля Цеклинська, Воля Дембовецька, Дембовець, Дулябка, Ділець, Добриня, Заріччя, Лази Дембовецькі, Майсцова, Пагорок, Радість, Фолюш, Цеклин.

## Релігія
До виселення лемків у 1945 році в СРСР та депортації в 1947 році в рамках акції Вісла села гміни Воля Цеклинська, Фолюш і Цеклин належали до греко-католицької парафії Воля Цеклинська Дуклянського деканату.

## Населення
Станом на 31 грудня 2011:
| Опис     | Загалом | Загалом | Чоловіки | Чоловіки | Жінки | Жінки |
| -------- | ------- | ------- | -------- | -------- | ----- | ----- |
| одиниця  | осіб    | %       | осіб     | %        | осіб  | %     |
| все      | 8619    | 100     | 4266     | 49.50    | 4353  | 50.50 |
| міське   | 0       | 100     | 0        |          | 0     |       |
| сільське | 8619    | 100     | 4266     | 49.50    | 4353  | 50.50 |

## Сусідні гміни
Гміна Дембовець межує з такими гмінами: Ліпінкі, Новий Жміґруд, Осек-Ясельський, Сенкова, Тарновець, Ясло.